# 韋林哈特菲爾德 (英國國會選區)
韋林哈特菲爾德（英語：Welwyn Hatfield），英國國會一郡選區，包括英格蘭赫特福德郡韋林哈特菲爾德自治市大部（小部分屬布羅克斯本選區）。創設於1974年。
該區自創設以來較多時間支持保守黨。2010年大選中的格蘭·夏普斯以57.0%選票勝出該區成功連任。